# Liste de familles éteintes de la noblesse française depuis 1900
Pour un article plus général, voir Liste de familles éteintes notoires de la noblesse française.
Cette liste de familles de la noblesse française éteintes depuis 1900 rassemble les familles nobles françaises éteintes en ligne masculine depuis 1900. Notons qu'elle mélange des familles qui étaient membres de la noblesse française avant 1789 avec des familles qui ont été anoblies, confirmées nobles, ou titrées au XIXe siècle.
Les notices sont présentées sous la forme Nom (date 1 - date 2), où date 1 est l'année d'extinction masculine et date 2 l'année d'extinction féminine (quand elle est postérieure). La forme (date 1 - ?) ou (? - date 2) indique que l'une des deux dates d'extinction est inconnue. Quand la forme est Nom (date), la date est celle de l'extinction masculine et finale, l'extinction féminine étant alors antérieure. Les dates d'extinction en italique sont des dates présumées. Les dates fragiles sont assorties de deux points d'interrogation.
Les notices doivent donner la province d'origine et le principe de noblesse de chaque famille avec sa date. Toute entrée doit être assortie d'une source. Seuls les titres authentiques (accordés par lettres patentes, dument enregistrés, et transmis en ligne agnatique) peuvent figurer dans cette liste.

## Liste alphabétique des familles
- Haut – A
- B
- C
- D
- E
- F
- G
- H
- I
- J
- K
- L
- M
- N
- O
- P
- Q
- R
- S
- T
- U
- V
- W
- X
- Y
- Z

### A
- Acres de L'Aigle (des) (1996 - ?), ancienne extraction 1491, marquis en 1653, honneurs de la cour, Basse-Normandie (L'Aigle)[b 1],[c 1], ANF-1975
- Albon (d') (2015 - ?), extraction chevaleresque 1288, honneurs de la Cour, marquis en 1820, Lyonnais[b 1],[c 2], ANF-1933
- Amboix de Larbont (d') (2012), extraction 1533, comté de Foix[b 2],[c 3]
- Andras de Marcy (1972 - 2016), ancienne extraction 1451[b 3], ou décharge du droit de franc-fief 1641, maintenue en 1701, Nivernais (La Celle-sur-Nièvre)[c 4], ANF-2016
- Angély (d') (2006 - ?), ancienne extraction 1495, maintenue en 1667, Poitou, Angoumois[b 3],[c 5]
- Angot des Rotours (1982), secrétaire du roi 1736, baron en 1820, gouverneur de la Guadeloupe, Normandie (Falaise)[b 3]

### B
- Baconnière de Salverte (2008 - ?), secrétaire du roi 1759-1766, Bretagne (Landéan) [b 4],[c 6], ANF-1948
- Barbier d'Aucourt (1983 - ?), Restauration, anobli en 1819, Ile-de-France[b 5],[c 7]
- Barescut (de) (1960), bourgeois honoré de Perpignan 1649[b 6] ou 1706[1], Roussillon[c 8]
- Barlatier de Mas (1949 - 1959), secrétaire du roi 1739, Provence (Aix)[2]
- Barral d'Arènes (de) (1950), ancienne extraction 1460, Languedoc, ANF-2007[c 9],[n 1]
- Baude (1960 - 2013), Empire, baron en 1810, Dauphiné (Valence)[3]
- Baudel de Vaudrecourt (de) (2016 - ?), anobli en 1715, Lorraine[b 7], ANF-1949
- Beauvau-Craon (de) (1982 - ?), extraction chevaleresque 1265, marquis en 1664, prince du Saint-Empire en 1722, honneurs de la cour, Anjou, Lorraine[b 8],[c 10], ANF-1936
- Bazignan (de) (1935 - 1951), extraction 1355, Gascogne [c 11]
- Bérenger (de) (1981 - ?), extraction 1566, maintenue en 1668, Normandie (Argentan)[b 9], ANF-1960
- Bernard de Marigny (de) (1963), francs-fiefs 1470, Normandie.
- Bernard de Saint-Jean-Lentilhac (1939 - ?), capitoul de Toulouse 1702, Tarn-et-Garonne, Toulouse[b 10],[c 12]
- Bertin de Chalup (de) (peut-être avant 1900), anobli en 1754, Périgord, Paris[b 11],[c 13]
- Bessot de Lamothe (de) (2011 - ?), anobli en 1786, Périgord[b 12]
- Bizien du Lézard (de) (1940 - 1986), ancienne extraction, maintenue en 1669, Bretagne[b 12]
- Bois (de Cendrecourt) (du) (après 1994), anobli en 1596, Lorraine[b 13], ANF-1937
- Bois de Riocour (du) (1985 - ?), anobli en 1622, baron en 1730, Haute-Marne, Lorraine[4]
- Boisdavid (de) (1945 - ?), chambre des comptes de Bretagne 1616, maintenue en 1668 à Rennes, baron en 1818, Nantes[b 13],[c 14]
- Bonchamps (de)
- Boulay de La Meurthe (après 2001 - ?), Empire, comte en 1808, Lorraine[b 14],CCC
- Brives de Peyrusse (de) (1901 - 1923), deux trésoriers à Riom 1636 et 1682, Auvergne[b 15],[c 15]
- Busnel (de) (1982 - ?), secrétaire du roi 1581, maintenue en 1669 à Rennes, Bretagne[b 16],[c 16]

### C
- Calouin de Tréville (de) (1941 - 1986), décharge du droit de franc-fief 1679 (?), maintenue en 1702, vicomte en 1814, Aude[5],[c 17],[6]
- Carbonnel de Canisy (de) (1994 - ?), extraction chevaleresque 1313, maintenue en 1464, marquis de Canisy en 1619, honneurs de la Cour, Normandie (Canisy), Bretagne[b 17]
- Cardaillac (de), extraction 1549, Quercy, ANF (1935).
- Carlet de La Rozière (2014 - ?), anobli en 1777 (3 générations de chevaliers de Saint-Louis), marquis en 1780, Champagne (Rethel)[b 17],[c 18]
- Carré de Busserolle (1993 - ?), maire de Poitiers 1639, Poitiers[b 18],[c 19], ANF-1986
- Castex (de) (2017 - ?), Empire, baron en 1808, vicomte en 1822, Gascogne, Paris[b 19],[c 20]
- Cazarré (de) (1930) ancienne extraction (1300) juge-mage (Bigorre)
- Cazenove de Pradines (de) (1982 - ?), extraction 1548, maintenue en 1666 à Agen, Guyenne (Bazas)[b 20],[c 21], ANF-1939
- Céloron de Blainville (1980 - 2005), secrétaire du roi 1637, Paris, Canada, Guadeloupe[c 22]
- Chateaubriand (de) (2002 - ?), ancienne extraction 1409, honneurs de la cour, Bretagne[b 21]
- Chaumeil (de) (1914 - 1953), anoblissement par lettres de 1483, Auvergne (Cantal)[7]
- Chaumontel (de) (1982 - ?), extraction 1540, maintenue en 1666 à Caen, Normandie (Falaise)[8],[b 22], ANF-1946
- Clamorgan (de) (vers 1983 - ?), ancienne extraction 1463, Basse-Normandie (Valognes)[b 23],[c 23]
- Cléron d'Haussonville (de) (1972), extraction chevaleresque 1397, honneurs de la Cour, comte en 1810, Lorraine[b 24], ANF-1951
- Coëhorn (de) (1970), extraction (?), baron en 1808, Hollande, Alsace[c 24]
- Colomez de Gensac (de) (2007), capitoul de Toulouse 1687, Gers, Toulouse[b 25],[c 25]
- Compaing de La Tour-Girard (2005 - ?), extraction 1610, Poitou[b 25]
- Coste (de) (? - 1978), secrétaire du roi 1711, Languedoc[9]
- Cotignon (de) (1964), extraction 1599, maintenue en 1669, Nivernais[b 26]
- Courtin de Neufbourg (1986 - ?), anobli en 1679, Forez[b 27], ANF-1933
- Crocquet de Guyencourt (du) (1999 - ?), secrétaire du roi 1721, Picardie (Amiens)[b 28], ANF-1988
- Croisilles (de) (?? 1950 - ?), ancienne extraction 1438, Normandie (Falaise)[b 28]

- Haut – A
- B
- C
- D
- E
- F
- G
- H
- I
- J
- K
- L
- M
- N
- O
- P
- Q
- R
- S
- T
- U
- V
- W
- X
- Y
- Z

### D
- Demarçay (après 1980 - ?), Empire, baron en 1808, Poitou (Mirebeau)[b 29],[c 26]
- Digoine du Palais (de) (1980 - ?), maintenue en 1698 à Orange, Comtat Venaissin (Mondragon), Vivarais[c 27], ANF-1938
- Doujat (2002), extraction de robe, Paris et Toulouse, barons d'Empeaux
- Duclos de Bouillas (2005 - 2019), capitoul de Toulouse 1748, Gascogne, Toulouse[b 30],[c 28], ANF-1954
- Ducup de Saint-Paul (?? 1998 - ?), décharge du droit de franc-fief 1639[b 30] (?) ou écoles militaires 1770 et 1784[10], Roussillon[c 29],[c 30]

### E
- Émé de Marcieu (2004 - ?), ancienne extraction 1484, marquis en 1676, honneurs de la cour, Dauphiné (Briançon)[b 31], ANF-1936
- Entraigues du Pin (d') (vers 1983 - ?), extraction 1510, Gard
- Estourmel (d') (1979 - ?), ancienne extraction 1440, honneurs de la cour, Cambrésis[b 32], ANF-1963

### F
- Fabre de Mazan (de) (2001), ancienne extraction 1470, maintenue en 1668, Provence (Riez)[b 33],[n 2], ANF-1969
- Fayolle (de) (2012 - ?), extraction chevaleresque 1330, marquis en 1724, Périgord[b 34],[c 31], ANF-1938
- Fitz-James (de) (1967-1998), Branche naturelle de la maison Stuart, duc en 1707[11]
- Forbin des Issarts (de) (1987 - ?), ancienne extraction 1498, honneurs de la cour, Provence[b 35], ANF-1940
- Foy (1989 - ?), Empire, baron en 1810, Picardie[b 36],[c 32]

### G
- Galliffet (de) (1979 - 1981), ancienne extraction 1489, honneurs de la cour, Dauphiné (Entre-deux-Guiers), Provence (Aix)[b 37],[c 33]
- Gaultier de Brûlon (1983 - après 2005), anobli en 1578, Mayenne, Anjou[b 38]
- Gomer (de) (1953 - 2009), extraction 1543, Picardie[b 39], ANF-1985
- Gravier de Vergennes, anoblissement 1681 et 1693
- Grenaud (de) (1978), anobli 1559, Savoie.
- Grolée (de) (1965 - ?), extraction 1180, Bugey.
- Guigues de Moreton de Chabrillan (1950 - 1999), extraction chevaleresque 1306, marquis en 1674, honneurs de la cour, Dauphiné[b 40], ANF-1937

### H
- Haincque de Saint-Senoch (1983 - 2019), secrétaire du roi 1732, Touraine[b 41], ANF-1937
- Hay des Nétumières (1985 - ?), extraction chevaleresque 1369, baron en 1629, Bretagne[b 42], ANF-1934
- Hugonneau (d') (1983 - ?), Restauration, anobli en 1816, Poitou[b 43]
- Hunolstein (d') (1952 - 1971), extraction chevaleresque 1337, honneurs de la cour, comte en 1829, Lorraine[b 44], ANF-1935

### I
- Imbert de Corneillan (d') (vers 1989 - ?), extraction 1557, Rouergue[b 44]
- Ivoley (d') (1927 ou après - ?), ancienne extraction 1480, Bresse, Savoie[12]

### J
- Jacquier de Terrebasse (1927), Restauration, anobli en 1815, Suisse, Dauphiné[b 45]
- Jégou d'Herbeline (1946 - 1998), ancienne extraction, maintenue en 1671 à Rennes, Bretagne[b 45]
- Juge-Montespieu (de) (1971 - ?), parlement de Toulouse 1592-1625 et 1625-1661, Toulouse[b 46]
- Jussieu (de), filiation masculine éteinte pour la branche anoblie en 1734[13]

### K
- Kerguézec (de) (1977 - 1995), ancienne extraction 1402, comte en 1868, Bretagne (Trégor)[b 46]

- Haut – A
- B
- C
- D
- E
- F
- G
- H
- I
- J
- K
- L
- M
- N
- O
- P
- Q
- R
- S
- T
- U
- V
- W
- X
- Y
- Z

### L
- Labbé de Champgrand (vers 1983 - ?), maire de Bourges 1629, Bourges[b 47]
- Laborde (de) (1977), secrétaire du roi 1756, marquis de Méréville en 1785, Béarn, Paris[b 47]
- La Boullaye de Thévray (de) (1959), extraction 1547, Normandie (Bernay)[b 47]
- Lacour (1953), Empire, baron en 1808, confirmé en 1829, Ile-de-France (Verneuil-l'Étang)[b 48]
- La Garde de Chambonas (de) (1927), extraction féodale, Auvergne, Gévaudan
- La Rivière Pré-d'Auge (de) (1993), extraction chevaleresque 1392, honneurs de la cour, comte en 1866, Normandie, Eure-et-Loir[b 49]
- La Roque (de) ou Laroque (de) (? - ?), extraction 1559, baron en 1813, Guyenne, Languedoc[b 49]
- La Ruelle (de) (1921), anobli en 1549, Lorraine[b 50]
- La Tousche d'Avrigny (de) (?? 2005 - ?), extraction chevaleresque 1382, Poitou[b 51], ANF-1949
- La Trémoille (de) (1933 - 1996), extraction chevaleresque 1096, duc de Thouars en 1563, honneurs de la Cour, Poitou[b 51], ANF-1948
- Le Duchat d’Aubigny (1992 - ?), anobli en 1721, Lorraine (Metz)[b 52], ANF-1936
- Lemot (1920 - ?), Restauration, baron en 1827, Lyonnais[b 53]
- Le Normant de Lourmel du Hourmelin (1998 - ?), anobli en 1606, Bretagne[b 54], ANF-1975
- Léon des Ormeaux (de) (1976 - après 2001), ancienne extraction, maintenue en 1669 à Rennes, Bretagne (Côtes-d'Armor)[b 54]
- Le Prévost d'Iray (1982 - ?), ancienne extraction 1500, vicomte en 1827, Normandie (Verneuil-sur-Avre)[b 55]
- Le Roy de Valanglart (1958), extraction chevaleresque 1375, Vimeu
- Le Sens de Morsan, anobli en 1445 par le Roi d'Angleterre, confirmé en 1470 aux francs-fiefs, Normandie (Caen)[14].
- Lespagnol (de Chanteloup) (?? 1941 - ?), parlement de Metz 1697, Champagne (Reims)[b 56]
- Loyré d'Arbouville (1978 - après 2001), Restauration, anobli en 1817, Orléanais[b 57], ANF-1933
- Luc (du), (olim Duluc) (1963), anobli par charges (1729 - mort en charge 1743), maintenue en 1773, Guyenne[b 58], ANF-2019
- Lyée de Belleau (de) (1961 - après 1980), ancienne extraction 1426, Basse-Normandie (Argentan)[b 59]

### M
- Marenches (de) (1995), anobli par charge 1562, maintenue en 1667, Franche-Comté[b 60]
- Mareschal de Luciane (de) (1998 - ?), ancienne extraction 1457, Savoie[b 60],[15], ANF-1954
- Marqueyssac (de) (1912 ou après - ?), ancienne extraction 1443, comte en 1863, Périgord, Quercy[b 61]
- Martin de Bouillon (1948), extraction, maintenue en 1666, Normandie (Avranches)[b 62]
- Maulde (de) (1922), extraction 1519, Hainaut, Flandre[b 63]
- Meynard (de) (1934), anobli en 1607, Quercy, Aunis[b 64]
- Michel de Grilleau (1995 - ?), secrétaire du roi vers 1720, maintenue en 1786, Nantes
- Milleville (de) (après 1986 - ?), extraction 1538, Haute-Normandie (Arques-la-Bataille)[b 65]
- Montboissier (de) (1910), extraction XIVe siècle, Auvergne
- Moré de Pontgibaud (de) (1944 - 2013), secrétaire du roi 1697-1717, comte en 1762, Gévaudan, Auvergne[16],[b 66]
- Moreau du Breuil de Saint-Germain (après 1937), Restauration, anobli en 1818, Haute-Marne[b 66]
- Moreau Favernay (de) (après 1948), chambre des comptes de Dole 1722, Jura[b 66]
- Morel de Fromental (1962), anobli en 1704, Limoges[b 66]
- Mortemard de Boisse (après 1903 - ?), Empire, chevalier en 1814, Limoges, Paris[17]

### N
- Nau de Champlouis (1991 - ?), anobli en 1605, Paris
- Nivière (1952 - 1968), Restauration, baron en 1820, Bresse, Lyon[b 67]
- Noé (de) (vers 1975 - ?), extraction chevaleresque 1288, honneurs de la cour, comte en 1817, Comminges[b 67]
- Nogaret (de) (après 1994 - ?), Empire, baron en 1810 (confirmé en 1817), Rouergue[b 67],[18], ANF-1935
- Nompère de Champagny (de) (2010 - subs), extraction 1588, maintenue en 1670, Forez[b 67], ANF-1933

### O
- Oberkampf (vers 2010 - ?), anobli en 1787, baron en 1820, Suisse, Paris[b 68], ANF-1961
- Oyselet de Chevroz (1924 - 1966[19]), conseiller au parlement de Besançon 1761, Franche-Comté[b 69]

- Haut – A
- B
- C
- D
- E
- F
- G
- H
- I
- J
- K
- L
- M
- N
- O
- P
- Q
- R
- S
- T
- U
- V
- W
- X
- Y
- Z

### P
- Paillard de Chenay (2000 - ?), deux trésoriers de France à Alençon 1677, Normandie, Maine[20],[b 69]
- Pastoureau de La Braudière (après 1994 - ?), extraction 1528, maintenue en 1696, Poitou[b 70], ANF-1952
- Pépin de Bellisle (1984 - ?), ancienne extraction 1472, maintenue en 1668 à Rennes, Bretagne[b 71]
- Petit de Beauverger (2002 - ?), Empire, baron en 1811, Bourgogne (Aignay-le-Duc), Paris[b 72]
- Peytes de Montcabrier (de) (1975 - ?), ancienne extraction 1435[b 73], Toulousain, ANF-1977
- Piscatory de Vaufreland (1977 - ?), Empire, chevalier en 1808, vicomte en 1815, Marseille[21],[b 74], ANF-1938
- Pocquet de La Mardelle (après 1928 - après 1993), Restauration, anobli en 1823, Berry[b 74]
- Pommereul (de) (1904), Empire, baron en 1810, Bretagne[22].
- Pons (1875), extraction chevaleresque[22]
- Porlier de Rubelles (1950 - 2009), maintenue noble en 1671, Ile-de-France, Normandie et Bourbonnais[23]
- Poulain du Mas (? - 1961) et Poulain de La Forestrie (? - 1917), secrétaire du roi 1755 (du Mas), maire d'Angers 1703 (La Forestrie), Angers[b 75],[24]
- Poupart de Neuflize (1999 - ?), anobli en 1769, baron en 1810, Ardennes (Sedan)[b 75]
- Préaulx (de) (1971 - ?), Touraine.

### Q
- Quinemont (de) (1921 - 1934), ancienne extraction 1483, Écosse, Touraine[b 76]

### R
- Rampont de Surville (après 1889 - après 1890), anobli en 1724, Lorraine, Martinique[25]
- Reiset (de) (1968), Empire, chevalier en 1810, baron en 1813, Alsace[b 77]
- Rémusat (de), branche ainée Empire, comte en 1808 (1946) ; branche cadette Restauration, anoblie en 1817 (après 1880 - ?) ; Marseille[b 77]
- Renaud d'Avène des Méloizes (1994 - ?), maintenue en 1785, marquis de Fresnoy en 1767, Nivernais, Québec, Oise[b 77], ANF-1946
- Roger et Roger de Sivry (1974 - 1985), Empire, baron en 1810, confirmé baron héréditaire en 1816, Suisse, Paris[b 78]
- Roque des Modières (après 1790-?), ancienne extraction 1565[26], maintenue noble en 1667, titres enregistrés à Cayenne en 1738, preuves pour St-Cyr en 1714 et pour les E. M. en 1757, Bourbonnais[27]
- Rouault (de) et Rouault de Tréguel (1948 - 1991), ancienne extraction 1420, maintenue en 1668, comte en 1861, Loire-Atlantique[b 79]
- Rouvroy (de) (1970 - ?), deux trésoriers de France à Lille 1693-1721 et 1721-1754, Lille[b 80]
- Roys (des) (après 2001 - ?), extraction chevaleresque 1253, maintenue en 1667, honneurs de la cour, comte en 1821, Velay, Auvergne[b 81], ANF-1934
- Rozée d'Infreville (1958), ancienne extraction, maintenue en 1667, Basse-Normandie[b 81]

### S
- Saint-Mauris (d'Augerans) (de) (1955), parlement de Dole XVIe siècle, Jura[b 82],[n 3]
- Saint-Mauris (-Châtenois) (de) (1910 - 1928), ancienne extraction, Haute-Saône
- Semallé (de) (1982 - 2019), ancienne extraction, maintenue en 1667 et 1669, Basse-Normandie, Maine[b 83],[28], ANF-1935
- Salinis (de), originaire de la ville de Salies en Béarn[29].
- Simony (de) (1999 - ?), anobli en 1571, Italie, Lorraine, Haute-Marne[b 84]
- Sonier de Lubac (1991 - ?), Restauration, anobli en 1829, Vivarais (Vernoux)[b 85]
- Suffren, extraction, anobli en 1557, Provence
- Souhy (de) (1994 - ?), anobli en 1663, confirmé en 1748 et 1773, Béarn[b 85], ANF-1980
- Supervielle (de) (1998 - ?), admis aux États de Béarn 1778, Béarn[b 86], ANF-1979
- Surian (de) (après 1980 - 2010), anobli en 1777, Marseille[b 86],[n 4]

### T
- Talleyrand-Périgord (de) (1968 - 2003), extraction chevaleresque 1245, honneurs de la cour, duc en 1815, Périgord, Paris[b 87], ANF-1937
- Tascher de La Pagerie (1993 - ?), ancienne extraction 1466, maintenue en 1667, comte en 1808, Perche, Martinique[b 87], ANF-1954
- Thiollaz (de) (1985 - ?), anobli en 1594, Savoie[30]
- Trémereuc de Lehen (de) (après 1937 - ?), ancienne extraction 1436, maintenue en 1667 à Rennes, Bretagne[b 88]
- Trannoy (de) Voir ci-dessous (années 1970)

### U
- Urguet de Saint-Ouen (après 1900 - après 1994), anobli en 1619, Lorraine, Champagne[b 89], ANF-1968
- Uzard (d') (? - 1944), secrétaire du roi 1750, Guyenne (Bazas)[b 89]

### V
- Vacher de Saint-Géran (de) (après 1994 - ?), anobli en 1789, Montpellier[b 89], ANF-1986
- Vassinhac d'Imécourt (de) (après 2001 - ?), extraction chevaleresque 1400, honneurs de la cour, baron en 1828, Limousin, Champagne[b 90], ANF-1954
- Vergers de Sannois (des), rameau aîné de Sannois (1891-1897), rameau cadet de Maupertuis (1912-1924), extraction 1592, maintenue en 1666 et 1710, Île-de-France (Annet-sur-Marne), Martinique, Guadeloupe[c 34].
- Vergier de Kerhorlay (du) (1995 - ?), extraction chevaleresque 1400, maintenue en 1669 à Rennes, Bretagne (Morbihan)[b 91], ANF-1957
- Vinols (de),
- Vichy (de) extraction chevaleresque XIe siècle, éteinte avec Pierre Emmanuel Gaston (né en 1877)[31]
- Vimeur de Rochambeau (de) (1868), Touraine, Vendômois

### W
- Wall (de) (après 1980), extraction, honneurs de la cour 1751, comte en 1829, Irlande, Bourgogne[b 92]
- Widranges (de) (?? 1924), ancienne extraction 1430, Lorraine (Metz)[b 93]
- Wimpffen (de) (1912 - 1933), Empire, baron en 1810, Souabe, Alsace[b 93]

### Y
- Yvelin de Béville (1960 - ?), anobli en 1653, Normandie[b 93]

### Z
- Zorn de Bulach (de) (2022), ancienne extraction 1197, burgrave de Strasbourg en 1258, chevalier en 1300, feudataire à Osthouse en 1431 puis 1442, baron en 1773, Alsace[b 93],[n 5]

## Liste chronologique des familles éteintes depuis 1990

### De 1990 à 1994
- Nau de Champlouis (1991 - ? )
- Sonier de Lubac (1991 - ? )
- Le Duchat d’Aubigny (1992 - ? )
- de Redon (1992 - ? )
- Carré de Busserolle (1993 - ? )
- Le Loup de La Biliais (1993)
- de La Rivière Pré-d'Auge (1993)
- Tascher de La Pagerie (1993 - ? )
- de Carbonnel de Canisy (1994 - ? )
- Renaud d'Avène des Méloizes (1994 - ? )
- de Souhy (1994 - ? )
- du Bois (de Cendrecourt) (après 1994)
- de Nogaret (après 1994 - ? )
- Pastoureau de La Braudière (après 1994 - ? )
- de Vacher de Saint-Géran (après 1994 - ? )

### De 1995 à 1999
- de Marenches (1995)
- Michel de Grilleau (1995 - ? )
- du Vergier de Kerhorlay (1995 - ? )
- des Acres de L'Aigle (1996 - ? )
- Ducup de Saint-Paul (?? 1998 - ? )
- Le Normant de Lourmel du Hourmelin (1998 - ? )
- de Mareschal de Luciane (1998 - ? )
- de Supervielle (1998 - ? )
- du Crocquet de Guyencourt (1999 - ? )
- Poupart de Neuflize (1999 - ? )
- de Simony (1999 - ? )
- de Mauray (1999)

### De 2000 à 2009
- Paillard de Chenay (2000 - ? )
- de Fabre de Mazan (2001)
- des Roys (après 2001 - ? )
- de Vassinhac d'Imécourt (après 2001 - ? )
- de Chateaubriand (2002 - ? )
- Petit de Beauverger (2002 - ? )
- Émé de Marcieu (2004 - ? )
- Compaing de La Tour-Girard (2005 - ? )
- Duclos de Bouillas (2005 - 2019)
- de La Tousche d'Avrigny (?? 2005 - ? )
- d'Angély (2006 - ? )
- de Colomez de Gensac (2007)
- Baconnière de Salverte (2008 - ? )
- de Vassinhac (2008 - 2013)

### Depuis 2010
- de Nompère de Champagny (2010 - 2013)
- Oberkampf (vers 2010 - ? )
- de Bessot de Lamothe (2011 - ? )
- d'Amboix de Larbont (2012)
- de Fayolle (2012 - ? )
- Boulay de La Meurthe (2014 - ? )
- Carlet de La Rozière (2014 - ? )
- d'Albon (2015 - ? )
- de Baudel de Vaudrecourt (2016 - ? )
- de Castex (2017 - ? )
- Hennequin d'Ecquevilly (2018)
- Héricart de Thury (2015)
- Zorn de Bulach (2022)

## Liste des familles ANF éteintes
Si la date d'admission d'une famille à l'ANF excède les dates d'extinction masculine et féminine, cela signifie que la famille concernée a été admise à titre posthume.

### Années 1930
- d'Albon (2015 - ? ), ANF-1933
- Courtin de Neufbourg (1986 - ? ), ANF-1933
- Loyré d'Arbouville (1978 - ? ), ANF-1933
- de Nompère de Champagny (2010 - 2013), ANF-1933
- Hay des Nétumières (1985 - ? ), ANF-1934
- des Roys (après 1994 - ? ), ANF-1934
- d'Hunolstein (1952 - 1971), ANF-1935
- de Nogaret (1959 ou après - ? ), ANF-1935
- de Semallé (1982 - 2019), ANF-1935
- de Beauvau-Craon (1982 - ? ), ANF-1936
- Émé de Marcieu (2004 - ? ), ANF-1936
- Le Duchat d’Aubigny (1992 - ? ), ANF-1936
- du Bois (de Cendrecourt) (après 1994), ANF-1937
- Guigues de Moreton de Chabrillan (1950 - 1999), ANF-1937
- Haincque de Saint-Senoch (1983 - 2019), ANF-1937
- de Talleyrand-Périgord (1968 - 2003), ANF-1937
- de Digoine du Palais (1980 - ? ), ANF-1938
- de Fayolle (2012 - ? ), ANF-1938
- Piscatory de Vaufreland (1977 - ? ), ANF-1938
- de Cazenove de Pradines (1982 - ? ), ANF-1939

### Années 1940
- de Forbin (1987 - ? ), ANF-1940
- de Chaumontel (1982 - ? ), ANF-1946
- Renaud d'Avène des Méloizes (1994 - ? ), ANF-1946
- Baconnière de Salverte (2008 - ? ), ANF-1948
- de La Trémoille (1933 - 1996), ANF-1948
- de Baudel de Vaudrecourt (2016 - ? ), ANF-1949
- de La Tousche d'Avrigny (?? 2005 - ? ), ANF-1949

### Années 1950
- de Cléron d'Haussonville (1972), ANF-1951
- Pastoureau de La Braudière (après 1994 - ? ), ANF-1952
- Duclos de Bouillas (2005 - 2019), ANF-1954
- de Mareschal de Luciane (1998 - ? ), ANF-1954
- Tascher de La Pagerie (1993 - ? ), ANF-1954
- de Vassinhac d'Imécourt (après 1980 - ? ), ANF-1954
- du Vergier de Kerhorlay (1995 - ? ), ANF-1957

### Années 1960
- de Bérenger (1981 - ?), ANF-1960
- Oberkampf (vers 2010 - ?), ANF-1961
- d'Estourmel (1979 - ?), ANF-1963
- Urguet de Saint-Ouen (après 1900 - après 1994), ANF-1968
- de Fabre de Mazan (2001), ANF-1969

### Années 1970
- de Trannoy (1970 - 2006) (dernier rameau d'une famille noble française (1830 sous Charles X) avec titre de baron, admise depuis 1883 dans la noblesse du Royaume de Belgique, et éteinte en Belgique)
- des Acres de L'Aigle (1996 - ?), ANF-1975
- Le Normant de Lourmel du Hourmelin (1998 - ?), ANF-1975
- de Peytes de Montcabrier (1975 - ?), ANF-1977
- de Supervielle (1998 - ?), ANF-1979

### Années 1980
- de Souhy (1994 - ?), ANF-1980
- de Gomer (1953 - 2009), ANF-1985
- Carré de Busserolle (1993 - ?), ANF-1986
- de Vacher de Saint-Géran (après 1994 - ?), ANF-1986
- du Crocquet de Guyencourt (1999 - ?), ANF-1988

### Années suivantes
- de Molette de Morangiès (1982 - après 2005), ANF-2005
- de Barral d'Arènes (1950), ANF-2007
- Andras de Marcy (1972 - 2016), ANF-2016
- du Luc (1963 - ?), ANF-2019

## Statistiques
Les chiffres qui suivent représentent le total des familles recensées dans les listes ci-dessus (mis à jour le 4 juillet 2019).
Nombre de familles éteintes en ligne masculine depuis 1900 : 150
- dont familles éteintes depuis 1950 : 112
- dont familles éteintes depuis 1990 : 47
- dont familles ANF éteintes : 51